# Sichildis
Sichildis, auch Sichilde, Sichilda oder Sigihild, (* um 590; † 28. September 629 in Clichy) war eine Königin der Franken unter der Herrschaft der Merowinger.

## Leben
Die Herkunft von Sichildis gab seit dem Hochmittelalter Anlass für Spekulationen – so gingen Gelehrte wie Jacques de Guyse davon aus, dass sie dem Geschlecht der salfränkischen Ardennengrafen mit Chlodio als Stammvater entstammte; diese Annahme ist jedoch durch die moderne Quellenforschung widerlegt und wird daher nicht weiterverfolgt.
Sichildis wurde um das Jahr 590 geboren und hatte mit Gomatrud sowie Brodulf noch mindestens zwei Geschwister. Im Alter von 15 Jahren nahm sie der fränkische König Chlothar II. zu einer seiner Konkubinen – vermutlich im Rahmen einer während der merowingischen Herrschaft häufig genutzten Friedelehe.
Um 614 schließlich gebar sie Chlothar II. den Sohn Charibert II. und wurde nach dem Tod Chlothars zweiter Gemahlin, Bertetrud, im Jahr 618 von diesem zu seiner Ehefrau und Königin der Franken erhoben.
Sichildis übte in den folgenden Jahren einen nicht geringen Einfluss auf die königliche Politik aus; so sieht die Forschung in ihr die treibende Kraft hinter Chlothars Anordnung an dessen ältesten Sohn und späteren Nachfolger, Dagobert I., die Schwester seiner Stiefmutter, Gomatrud, zur Frau zu nehmen.
Im Jahr 626 wurde Sichildis von Chlothar des Ehebruchs mit einem jungen Adligen aus dem Pagus Étampes, Boso, bezichtigt. Es lässt sich nicht mehr feststellen, ob sie das Delikt tatsächlich begangen hatte oder nur das Opfer einer rufschädigenden Kampagne ihrer politischen Gegner wurde – letztendlich veranlasste Chlothar II. die Ermordung Bosos durch einen seiner engsten Vertrauten, den Dux von Neustroburgund, Arnebert.
Sichildis selbst verstarb am 28. September 629, aller Wahrscheinlichkeit nach in der königlichen Pfalz in Clichy. Sie fand ihre letzte Ruhestätte in der Abtei Saint-Vincent-Sainte-Croix; ob sie eines natürlichen Todes starb oder auf Geheiß ihres königlichen Gatten ermordet wurde, bleibt anhand der unvollständigen Quellenlage unklar.

## Mutter von Charibert II.
Die beiden Hauptquellen für die Historie des fränkischen Reiches des 7. Jahrhunderts machen widersprüchliche Angaben darüber, wer die Mutter Chariberts II., des Unterkönigs in Aquitanien, war. So gibt die Chronik des Fredegar an, dass Charibert der zweiten Ehe Chlothars mit Bertetrud entstammte – die Autoren der Gesta Dagoberti, der Lebensgeschichte des Dagobert I. im Liber Historiae Francorum, nennen dagegen ausdrücklich Sichildis als Chariberts Mutter.
Aufgrund des Umstands, dass Dagobert I. sofort nach dem Tod seines Vaters seine Ehefrau Gomatrud, die Schwester seiner Stiefmutter Sichildis, verstieß und auch deren Bruder Brodulf ermorden ließ, da dieser vehement die Ansprüche Chariberts II. auf den fränkischen Thron vertrat, geht die Forschung beinahe einhellig davon aus, dass es sich bei Charibert tatsächlich um den leiblichen Sohn von Sichildis handelte.